# Branislav Niňaj
Branislav Niňaj (Bratislava, 17 maggio 1994) è un calciatore slovacco, difensore del Sepsi.

## Carriera

### Club
Ha debuttato nella massima serie del campionato slovacco nella stagione 2012-2013 giocando 5 partite con lo Slovan Bratislava.

### Nazionale
Ha esordito in nazionale il 19 novembre 2013 nell'amichevole pareggiata 0-0 contro Gibilterra.

## Palmarès

### Club

#### Competizioni nazionali
- Campionato slovacco: 2

Slovan Bratislava: 2012-2013, 2013-2014
- Coppa di Slovacchia: 1

Slovan Bratislava: 2012-2013
- Supercoppa di Slovacchia: 2

Slovan Bratislava: 2013, 2014
- Coppa di Romania: 2

Sepsi: 2021-2022, 2022-2023
- Supercoppa di Romania: 2

Sepsi: 2022, 2023